# Юрьево (Костромской район)
Юрьево — деревня в Костромском районе Костромской области. Входит в состав муниципального образования Минское сельское поселение. Находится у реки Волга, в пригородной зоне Костромы.

## Географическое положение
Расположена на юго-западе региона, примерно в 5 км к югу от областного центра города Костромы.
Климат
Климат умеренно континентальный с холодной, продолжительной, снежной зимой и сравнительно коротким, теплым летом. Среднегодовое количество осадков 550 мм. Максимум осадков выпадает в летние месяцы, минимум — в весенние. Снежный покров устанавливается в конце ноября, уходит в конце апреля.

## История
С 30 декабря 2004 года Юрьево входит в образованное муниципальное образование Минское сельское поселение, согласно Закону Костромской области № 237-ЗКО.

## Население
| 2008 | 2010 | 2014 |
| ---- | ---- | ---- |
| 25   | ↘21  | ↗26  |

## Инфраструктура
Личное подсобное хозяйство.
Школьники прикреплены к следующим образовательным организациям: МОУ Караваевская средняя общеобразовательная школа и МОУ Минская основная общеобразовательная школа.

## Транспорт
Доступна автомобильным и водным транспортом.